# 舜德乡
舜德乡，是中华人民共和国江西省九江市湖口县下辖的一个乡镇级行政单位。

## 行政区划
舜德乡下辖以下地区：
荆桥村、南湾村、油垄村、建设村、舜德村、石岭村、灰山村、青竹村、兰新村、屏峰村和高桥水产场生活区。